# Nix Festes
Nix Festes ist eine deutsche Comedy-Miniserie von 2018. Die vier je halbstündigen Episoden wurden über ZDFneo ausgestrahlt. Im Oktober 2021 folgte eine zweite Staffel mit acht Episoden. Nach diesen zwei Staffeln wurde die Absetzung der Serie bekanntgegeben.

## Handlung
Die Serie handelt von einer Wohngemeinschaft um die 30 in einem Altbau in Berlin-Kreuzberg. Im Mittelpunkt stehen die beiden erfolglosen Autoren Wiebke Busch und Jonas Renner, einmal ein Liebespaar, heute nur noch Arbeitskollegen. Seit mehreren Jahren versuchen sie, in Berlin Fuß zu fassen, doch keine ihrer Ideen trifft den Nerv der Zeit beziehungsweise der Sender. In der WG wohnen außerdem der promiskuitive, homosexuelle Koch Basti Hülz, der sich ebenfalls seit Jahren mit Minijobs über Wasser hält, sowie die immer positive, etwas esoterisch angehauchte Studentin Jenny Reimann. Stammkneipe ist Lennarts Café, geleitet vom ewig miesgelaunten Lennart Heusser, einst Autor eines Beziehungsratgebers, dessen Ehe jedoch zügig nach Veröffentlichung des Buches gescheitert ist.
Alle Hauptpersonen befinden sich in einer Art Schwebezustand, in dem ihnen weder beruflich noch beziehungstechnisch etwas gelingen will.

## Besetzung
Jonas Renner (gespielt von Sebastian Fräsdorf), 32, ist ein erfolgloser Autor, der einmal eine Beziehung mit Wiebke Busch hatte, die allerdings gescheitert ist. Mit ihr zusammen versucht er sich an diversen Drehbüchern, die jedoch von den Fernsehanstalten alle abgelehnt wurden. Erfolg hatte er mit zwei Drehbüchern für Shows von Helene Fischer, ansonsten plagen ihn Geldsorgen sowie ein unerfülltes Liebesleben.
Wiebke Busch (gespielt von Josefine Preuß), 31, ist ebenfalls erfolglose Autorin, die durch ihre ironisch-sarkastische Art die Menschen von sich fernhält und so auch das ein oder andere Jobangebot in den Sand setzt. Auch ihr Liebesleben läuft derzeit auf Sparflamme.
Basti Hülz (gespielt von Tim Kalkhof), 32, ist der Mitbewohner und beste Freund von Jonas. Er treibt sich in der homosexuellen Partyszene herum und bringt fast jeden Abend neue Sexualpartner mit nach Hause. Ernsthaften Beziehungen geht er meist aus dem Weg. Beruflich konnte der gelernte Koch in Berlin nie Fuß fassen und hält sich mit Gelegenheitsjobs über Wasser.
Jenny Reimann (gespielt von Marie Rathscheck), 24, ist Studentin, die ein eher flatterhaftes Leben führt. Immer positiv versucht sie unter anderem mit veganen Hundekeksen oder YouTube-Yoga-Sessions ein Zubrot zu verdienen. Sie verliebt sich schnell, wobei die Wahl ihres Angebeteten in der WG oft Kopfschütteln auslöst.
Lennart Heusser (gespielt von Dirk Martens), 48, leitet Lennarts Café, ein Kiez-Café mit wenigen Stammgästen. Er hat früher einmal einen Beziehungsratgeber geschrieben, von dessen Bekanntheit er heute noch zehrt.

## Episodenliste
| Staffel | Episodenanzahl | Deutschsprachige Erstausstrahlung | Deutschsprachige Erstausstrahlung |
| Staffel | Episodenanzahl | Staffelpremiere                   | Staffelfinale                     |
| ------- | -------------- | --------------------------------- | --------------------------------- |
| 1       | 4              | 27. Februar 2018                  | 20. März 2018                     |
| 2       | 8              | 5. Oktober 2021                   | 26. Oktober 2021                  |

### Staffel 1
| Nr. (ges.) | Nr. (St.) | Originaltitel                        | Erstausstrahlung D | Quote (ZDFneo) |
| --- | --------- | ------------------------------------ | ------------------ | -------------- |
| 1 | 1         | Offiziell am Arsch                   | 27. Feb. 2018      | 420.000        |
| Nachdem dem Autorenduo Jonas und Wiebke wieder einmal eine Serie geplatzt ist, weil der Produzent völlig andere Vorstellungen von der Serie hatte als das Duo, suchen die beiden nach einem neuen Projekt und landen schließlich bei der Arbeitsagentur. Derweil versuchen Jenny und Basti mit Hundekeksen ein Start-Up-Unternehmen zu gründen, können sich aber nicht einigen, ob diese vegan oder aus Leberwurst sein sollen. |           |                                      |                    |                |
| 2 | 2         | Es ist kompliziert                   | 6. März 2018       | –              |
| Nach einer durchzechten Nacht wachen Wiebke und Jonas gemeinsam nackt in Jonas’ Bett auf. Da sie sich nicht darauf einigen können, nun quasi „Freunde mit gewissen Vorzügen“ zu spielen, versucht jeder das Glück bei einem One-Night-Stand. Beide scheitern dabei grandios. Derweil bewirbt sich Basti in einem Seniorenheim und muss sich einem Kochduell mit einer älteren Frau stellen. Jenny dagegen hat sich Hals über Kopf in einen Menschen zweifelhaften Geschlechts verliebt, traut sich jedoch nicht den ersten Schritt zu wagen. Lennarts Café wird derweil zu einem Trendlokal, doch Lennart hat schnell die Schnauze voll von den Hipstern.                                                                               |           |                                      |                    |                |
| 3 | 3         | Die Sache mit Rick                   | 13. März 2018      | 530.000        |
| Bastis neueste Eroberung versteht sich ein bisschen zu sehr mit Jonas. Als dieser auch eine alte Flamme kennen lernt, beginnen sich die beiden Freunde gegenseitig die Tour zu vermasseln. Derweil versucht Jenny Wiebke etwas Positivität mitzugeben und gibt ihr Yoga-Stunden. Doch ausgerechnet die neue Einstellung sorgt dafür, dass sie als Kolumnistin abgelehnt wird. Lennart gibt einer Kundin Gratis-Beziehungstipps, doch die Sache geht schief und ihr wütender Freund stellt ihm ein Ultimatum: Lennart soll die Beziehung wieder kitten. |           |                                      |                    |                |
| 4 | 4         | Lügen, Lügen und ein paar Wahrheiten | 20. März 2018      | 450.000        |
| Endlich gelingt es Wiebke und Jonas ein Drehbuch an den Mann zu bringen. Doch leider handelt es sich dabei um eines, an das sie keine Erinnerung mehr haben. Beide leiden unter einer Schreibblockade, bis sie beschließen, ihre eigene verkorkste Beziehung zu thematisieren. Derweil taucht Bastis Tante auf, die ihn einst finanziell unterstützt hat. Aus lauter Verzweiflung gibt er vor, das ihm Lennarts Café gehört. Dieser versucht sich an Bastis Tante ranzumachen. Als der Betrug auffliegt, bietet die Tante Basti dennoch einen Job in Mannheim an. Wiebkes und Jonas’ Drehbuch scheitert schließlich an der Steuerfahndung, die den Produzenten festnimmt. Am Ende der Episode zieht Basti tatsächlich nach Mannheim um. |           |                                      |                    |                |

### Staffel 2
| Nr. (ges.) | Nr. (St.) | Originaltitel              | Erstausstrahlung D |
| ---------- | --------- | -------------------------- | ------------------ |
| 5          | 1         | Alles auf Anfang           | 5. Okt. 2021       |
| 6          | 2         | Die große Rede             | 5. Okt. 2021       |
| 7          | 3         | Alte Flammen, neue Flammen | 12. Okt. 2021      |
| 8          | 4         | Die weibliche Perspektive  | 12. Okt. 2021      |
| 9          | 5         | Don’t Cha?                 | 19. Okt. 2021      |
| 10         | 6         | Bermuda Berlin             | 19. Okt. 2021      |
| 11         | 7         | Die Fahrt hinaus           | 26. Okt. 2021      |
| 12         | 8         | Fucking vernünftig         | 26. Okt. 2021      |

## Kritiken und Rezeption
Die Einschaltquoten lagen wöchentlich unter dem Marktanteil des Senders ZDFneo. Auch die Kritiken fielen eher verhalten aus. Heike Hupertz bezeichnete die Serie in ihrer Kritik für FAZ.net als einen „gelungene[n] Fall für Berlin-Hasser und Vorurteilspfleger“. Die Serie „guck[e] sich gut weg, mehr aber auch nicht.“
Auf Quotenmeter.de schrieb Julian Miller:

„Die Autoren hatten unbestreitbar eine ehrliche Freude an ihren Figuren, erzählen sie liebevoll und stilsicher. Doch die Überstilisierung der Berlin-Klischees macht aus ihnen doch unzweifelhaft Karikaturen, was zulasten ihrer Individualität als Charaktere geht. In Berlin, da darf man das. Muss man aber nicht. Und damit zurück nach Brandenburg.“

Positiv dagegen bezieht sich die Berliner Morgenpost auf die Serie:

„Witzige Dialoge, sympathische Protagonisten und gekonnt verflochtene Handlungsstränge: „Nix Festes“ schießt zwar in Sachen Originalität nicht gerade den Vogel ab, lohnt aber dennoch das Einschalten.“